# Keel ja Kirjandus
Keel ja Kirjandus (zu Deutsch „Sprache und Literatur“) ist eine sprach- und literaturwissenschaftliche Zeitschrift in Estland.

## Vorläufer
Zu Beginn des 20. Jahrhunderts hatte sich das estnische Kulturleben soweit etabliert, dass die Zeit reif war für die Gründung einer Kulturzeitschrift. Im Jahre 1906 begründete Jaan Jõgever die Zeitschrift Eesti Kirjandus (‚Estnische Literatur‘), die ab dem Folgejahr von der Estnischen Literaturgesellschaft herausgegeben wurde. Trotz des Namens befasste sich die Zeitschrift bis zur 1922 erfolgten Begründung der Zeitschrift Eesti Keel (‚Estnische Sprache‘) auch mit sprachwissenschaftlichen Fragen. Die Zeitschrift erschien bis 1940 und wurde nach der Besetzung Estlands durch die Sowjetunion und der nachfolgenden Sowjetisierung eingestellt. Das Gleiche geschah mit der Zeitschrift Eesti Keel. Danach gab es 1941 kurzzeitig sechs Nummern der Zeitschrift Eesti Keel ja Kirjandus.

## Neugründung
Auch nach der Entstalinisierung in Estland und einer Erholung des kulturellen Lebens in der zweiten Hälfte der 1950er-Jahre war an die Gründung einer Zeitschrift mit dem Namen „Eesti“ (Estland, Estnisch) im Titel nicht zu denken. Daher wurde 1958 eine Monatszeitschrift mit dem neutralen Namen „Sprache und Literatur“ ins Leben gerufen, die inhaltlich betrachtet aber vor allem die „estnische Sprache“ und die „estnische Literatur“ behandelte. Der dritte Wissenschaftszweig, der in der Zeitschrift abgedeckt wird, ist die Folklore.
Da sich die Zeitschrift längst international etabliert hatte, wurde ihr Name auch nach der Singenden Revolution und der Wiedererlangung der Unabhängigkeit Estlands 1991 nicht abgeändert. Heute wird die Herausgabe von Keel ja Kirjandus durch das estnische Kulturministerium und das Estnische Kulturkapital finanziell unterstützt.
Keel ja Kirjandus erscheint zwölf Mal pro Jahr. Die Redaktion hat ihren Sitz in Tallinn. Die Auflage betrug 2015 knapp 600 Exemplare.

## Chefredakteure
- 1958–1983 Olev Jõgi
- 1983–1995 Aksel Tamm
- 1995 Eevi Ross (kommissarische Chefredakteurin)
- 1996–2006 Mart Meri
- 2006–2016 Joel Sang
- 2016–heute Johanna Ross